# Peugeot (Fahrräder)

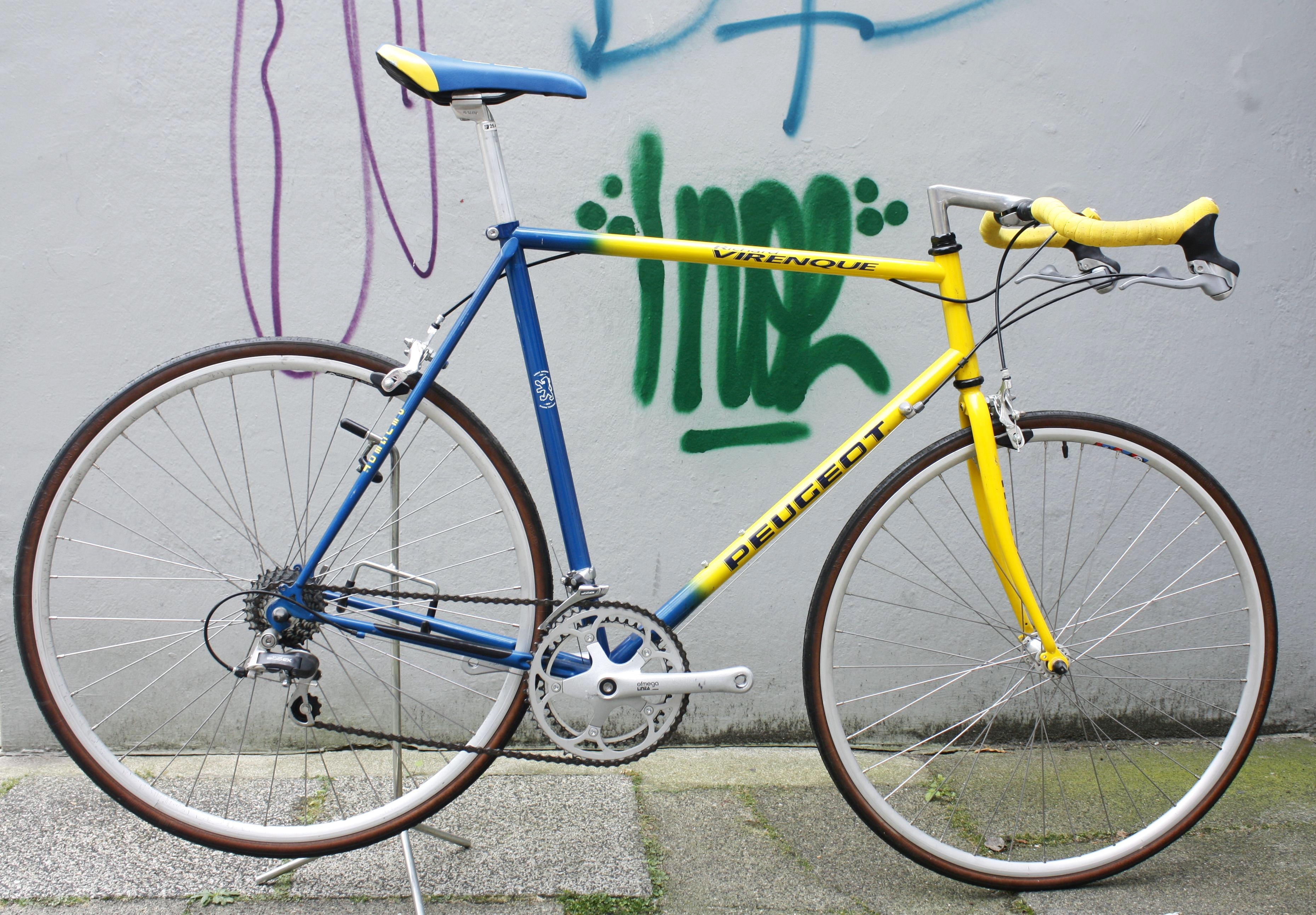
Peugeot Rennrad, ca. 1995

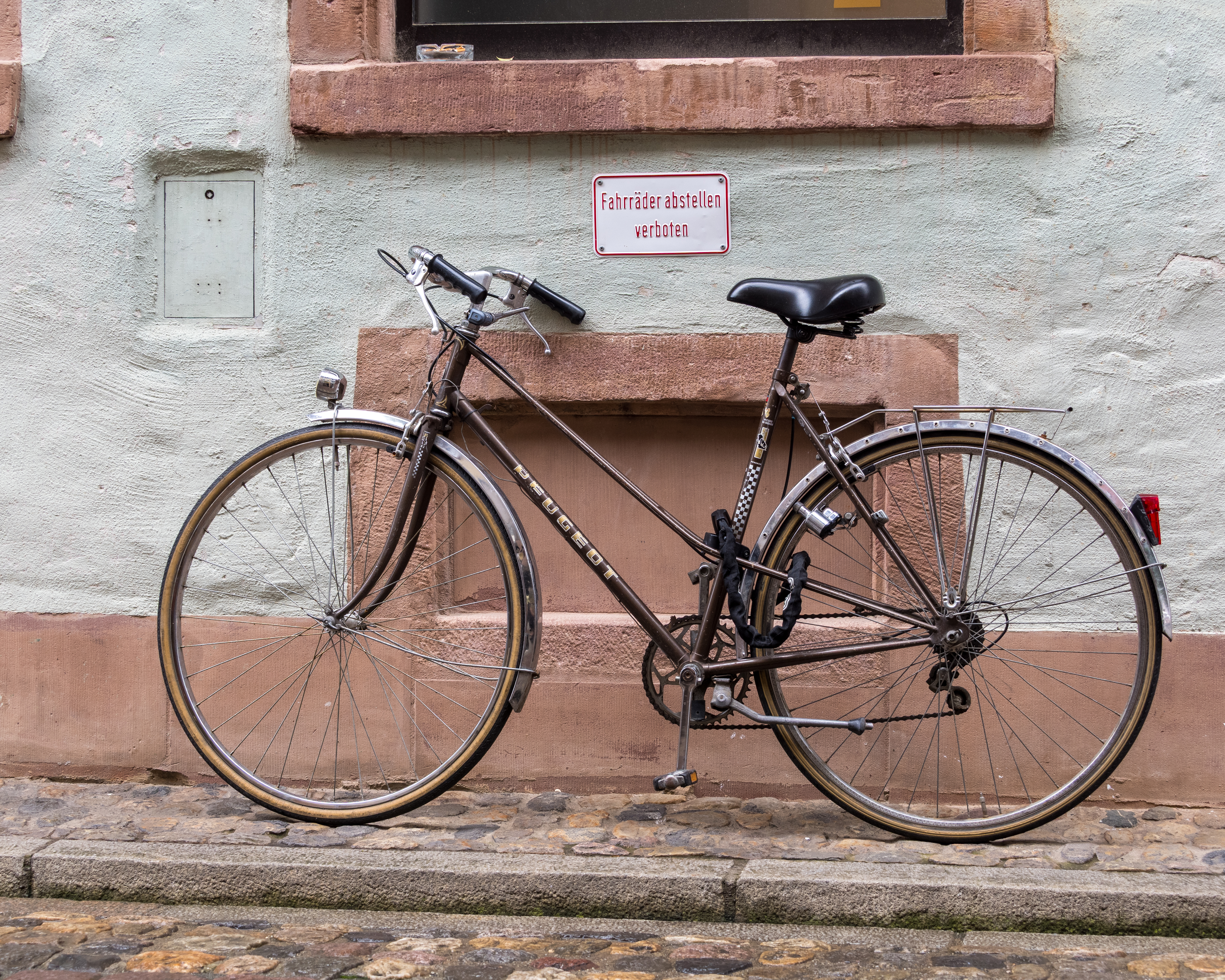
Peugeot-Velo mit Berceau-Rahmen

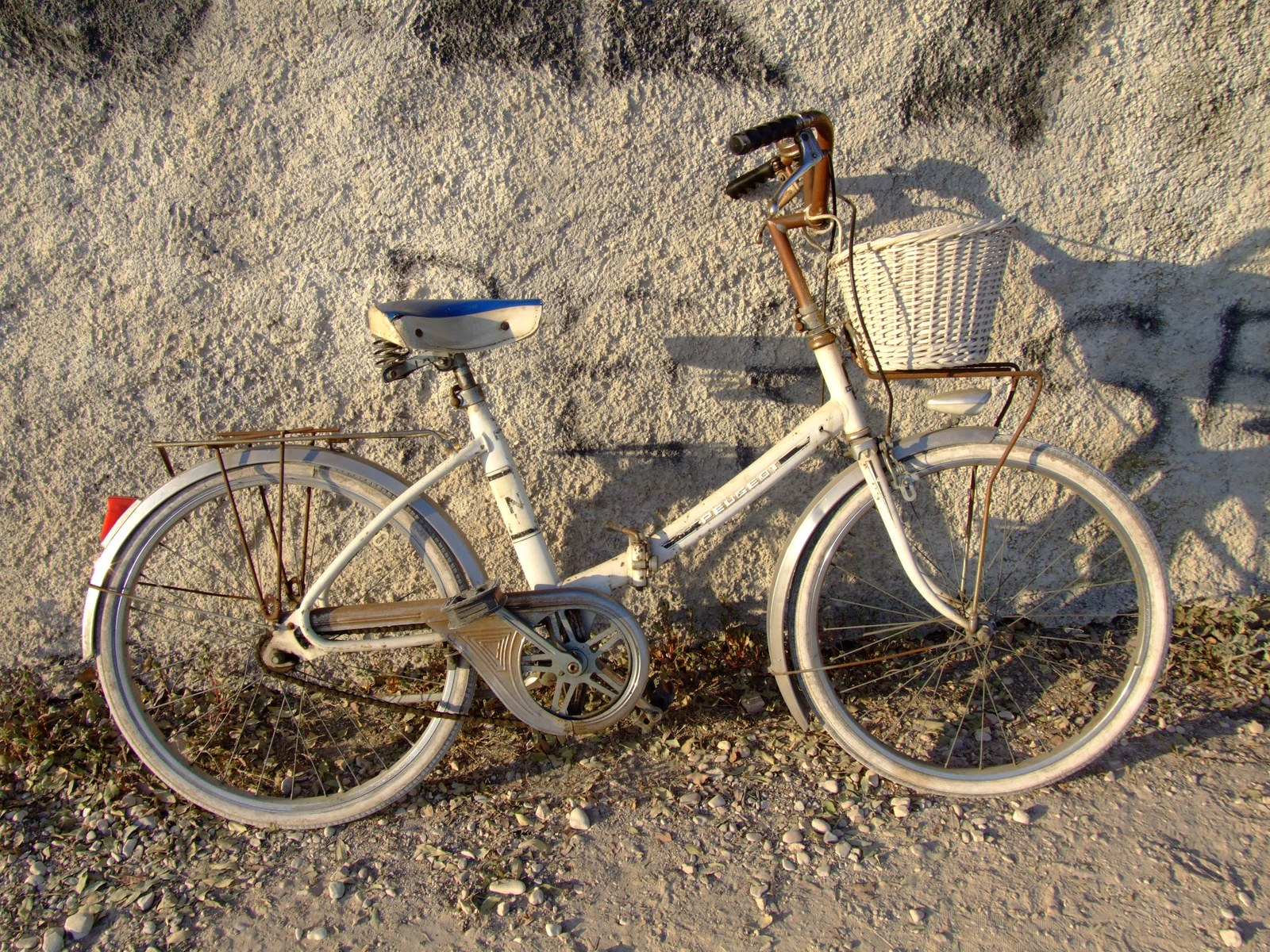
Peugeot-Klapprad

Peugeot-Fahrräder sind ein Teilprodukt des französischen Fahrzeugherstellers Peugeot. 1881 war das Unternehmen der erste industrielle Hersteller von Fahrrädern in Frankreich. Die Fahrradfabrik befindet sich in Sochaux.

## Geschichte

### Anfänge
1881 begann Peugeot mit der Fertigung von Fahrrädern, deren Bedeutung Armand Peugeot bei einem Aufenthalt in England erkannt hatte. Unter dem Namen „Le Français“ stellten die „Fils de Peugeot frères“ ein Jahr später ein Hochrad vor.
1888 hatte sich Peugeot mit seinen Fahrradmodellen am Markt etabliert. Nun begann auch das Werk in Beaulieu (heute eingemeindet in Mandeure) bei Valentigney mit der Herstellung von Fahrrädern. Als Markenname wurde in Anlehnung an das Firmensymbol die Bezeichnung „Lion“ (deutsch Löwe) gewählt.
Peugeot setzte im Fahrradsegment auf ein breites Produktangebot. In den damaligen Katalogen finden sich Tandems, Vierer und Fünfer. 1899 wurde ein Vierrad mit zwei Sitzplätzen als „Bicyclette sans chaîne“ (Fahrrad ohne Kette) vorgestellt. Ein wartungsarmer Kardanantrieb übernahm die Kraftübertragung zum Hinterrad; eine Technik, die sich selbst bei Motorrädern erst Jahrzehnte später etablieren sollte.

### 20. Jahrhundert
1906 wurde bei Peugeot-Fahrrädern erstmals eine Zweigang-Nabenschaltung verbaut.
1926 wurden die Geschäftsbereiche Zweiräder (Fahr- und Krafträder) und Automobil komplett getrennt, es entstand Cycles Peugeot mit einem Kapital von 15 Millionen Francs und Beaulieu als Unternehmenssitz. Die Gesellschaft wurde 1955 in zwei getrennte Unternehmen, Peugeot Cycles (Fahrräder) und Peugeot Motocycles (motorisierte Zweiräder), abgespaltet.

### Entwicklung ab den 1970er-Jahren
In den 1970er-Jahren war Peugeot der größte Fahrradhersteller Europas, der insbesondere durch seine Rennräder für professionelle Rennfahrer bekannt wurde und in der Folge den Markt für sportliche Alltagsräder im gehobenen Preis- und Qualitätssegment in Europa und in den USA prägte. Die Hochzeit von Peugeot wird in den Katalogen des Herstellers dokumentiert.
Peugeot stellte eine Vielzahl von Fahrradmodellen her. Einfach ausgestattete, preiswerte und sportliche Alltagsräder, als Herren- und Damenmodell angeboten, bis hin zu den bekannten hochwertigen Rennsporträdern. Die Anbauteile waren über lange Zeit nur von französischen Zulieferern wie Simplex-Schaltwerken, Stronglight-Kurbeln, Mavic Schlauchreifenfelgen, Maillard Naben und Mafac-Bremsen. Die jeweils besten Ausführungen dieser Hersteller wurden unter dem Namen "Spidel" vereint, um die höchste Qualität anzuzeigen und eine komplette Ausstattungsgruppe zu präsentieren. 
Im professionellen Rennsport wurde das Modell „PY-10 CP“ (CP = "Course Professionel") eingesetzt und bei der Tour de France gefahren. Es kostete über 4000 DM und wurde vollständig aus endverstärkten Reynolds Stahlrohren, Simplex Ausfallenden und Nervex Muffen hergestellt. In der firmeneigenen Rennsportabteilung wurden diese Rahmen auf Maß gebaut, wobei die besten Reynoldsrohre "531 SL" und "753" vom Reynolds Konzern (siehe Reynolds Technology) verarbeitet wurden. Bemerkenswert ist, dass im Rahmenbau von Cycles Peugeot für alle Preislagen ein eigener "französischer" Standard mit metrischer Ausprägung zur Anwendung kam. Die Hauptrohre hatten Durchmesser von 25 und 28 mm, die Gewinde maßen am Tretlager 35 × 1 mm und am Pedal 14 × 1,25 mm.
Erst mit Verspätung wurden die in den 1980er- und 1990er-Jahren technisch innovativen und überlegenen Komponenten des japanischen Herstellers Shimano übernommen. Auch wurde bis in die 1980er-Jahre eine spezielle, heute nicht mehr existente Normgröße für Tretlager bei den Rädern verwendet (Französisches Gewindemaß); später stieg auch Peugeot auf das heute übliche BSA-Maß um.

### Entwicklung seit 2004
1998 wurde die gesamte Fahrradproduktion von Peugeot von der Cycleurope Gruppe übernommen. Das Unternehmen verfügte zu diesem Zeitpunkt über den kompletten Produktionsapparat, stellte Peugeot-Räder her und vertrieb diese auch. Ab 2004 besann sich Peugeot wieder auf seine Fahrradsparte, kaufte die Markenrechte zurück und führte Peugeot-Räder in sein Automobil-Händlernetz ein. Dazu gehörte auch ab 2010 eine Wiederauflage der klassischen Fahrräder der Marke als Vintage-Räder.

## Rennsport
1905 sponsorte Peugeot den ersten Tour-de-France-Sieger, Louis Trousselier. Auf Peugeot-Rennrädern fuhren etliche Sieger der großen Radrennen wie der Tour de France in den 1960er- und 1970er-Jahren. Bis Ende der Saison 1986 unterhielt Peugeot ein gleichnamiges Profiradsportteam.

## Bilder

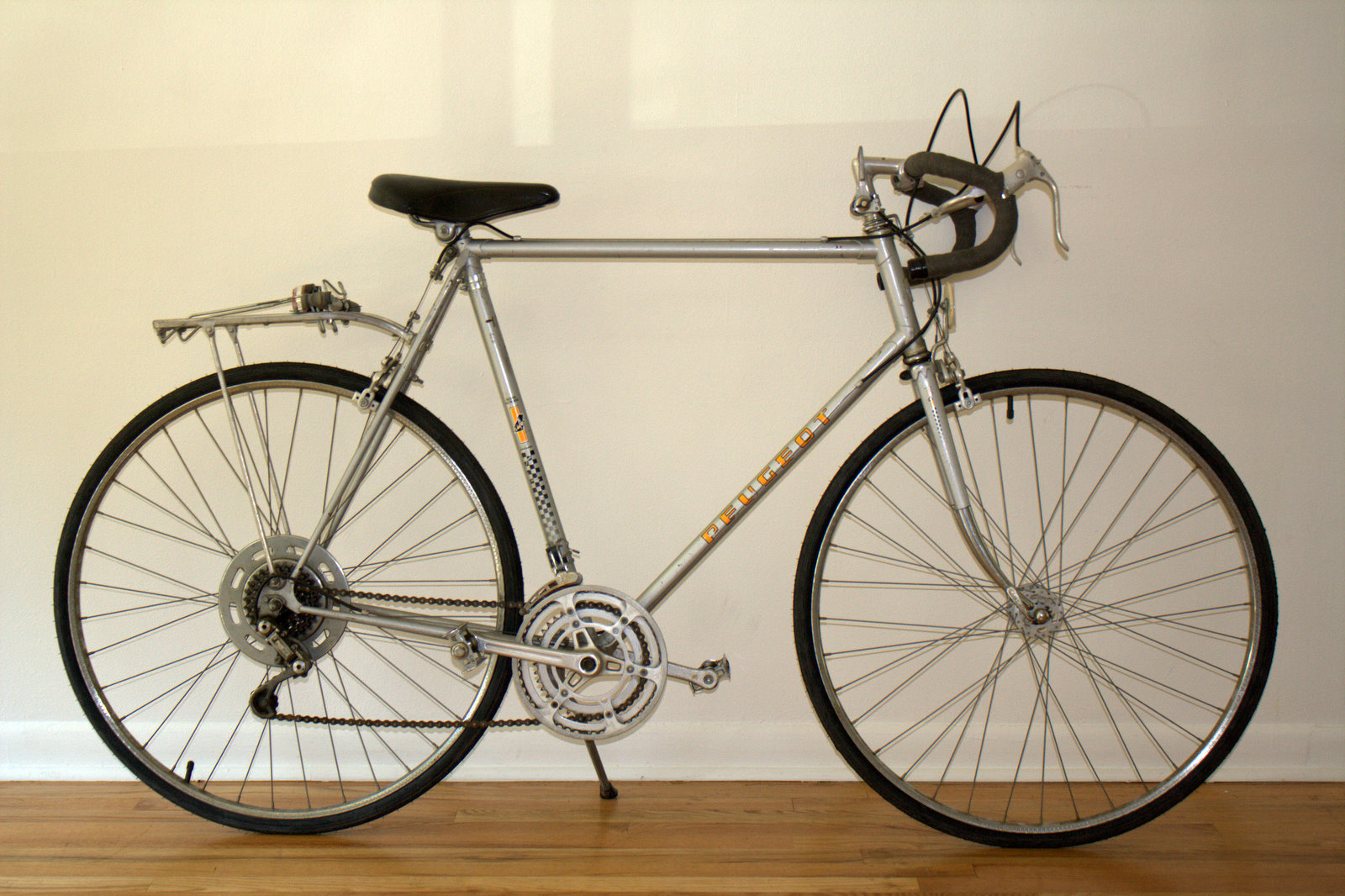
Peugeot UO-9 „Super Sport“ aus dem Jahr 1979
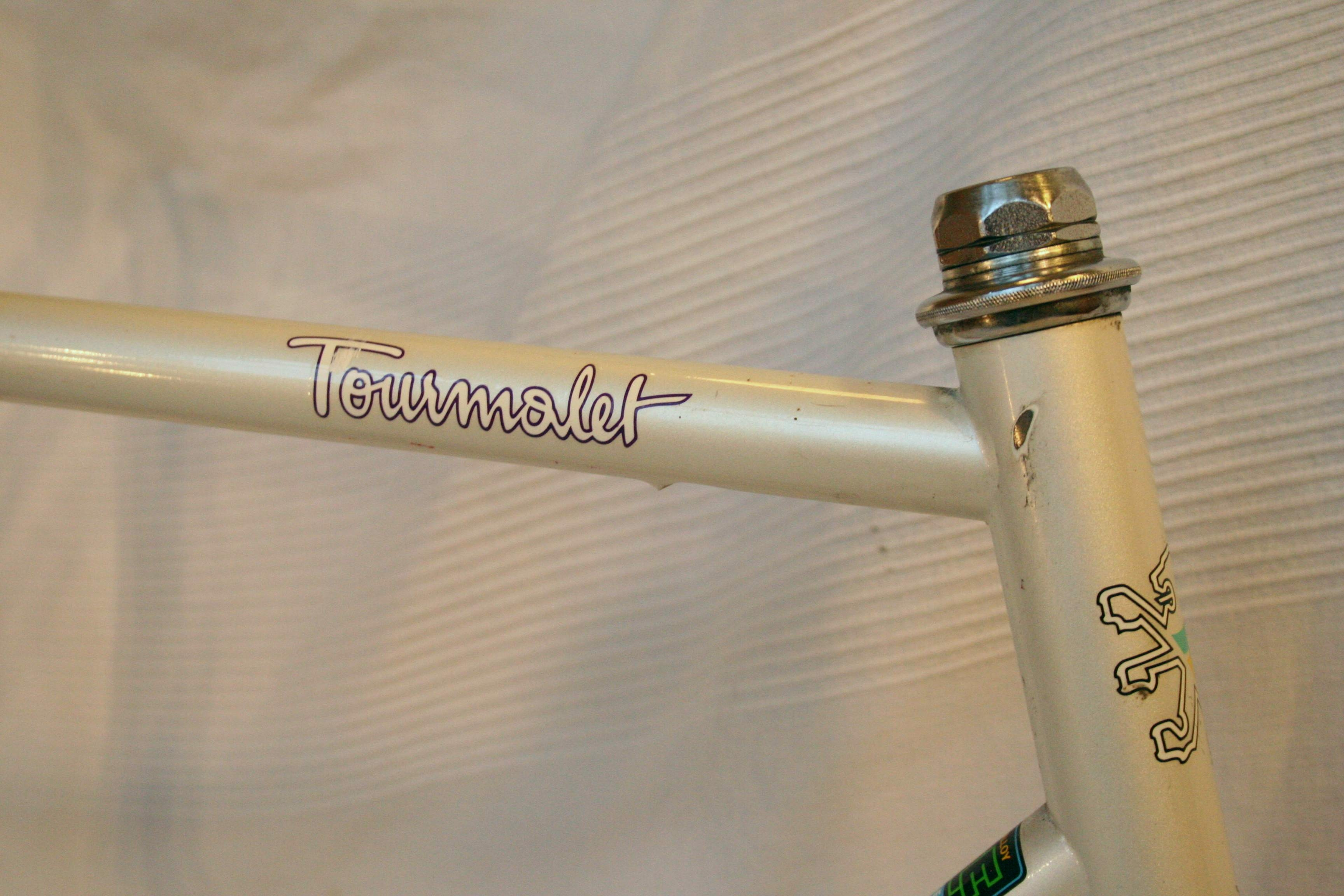
Peugeot „Tourmalet“ Rennrad-Rahmen
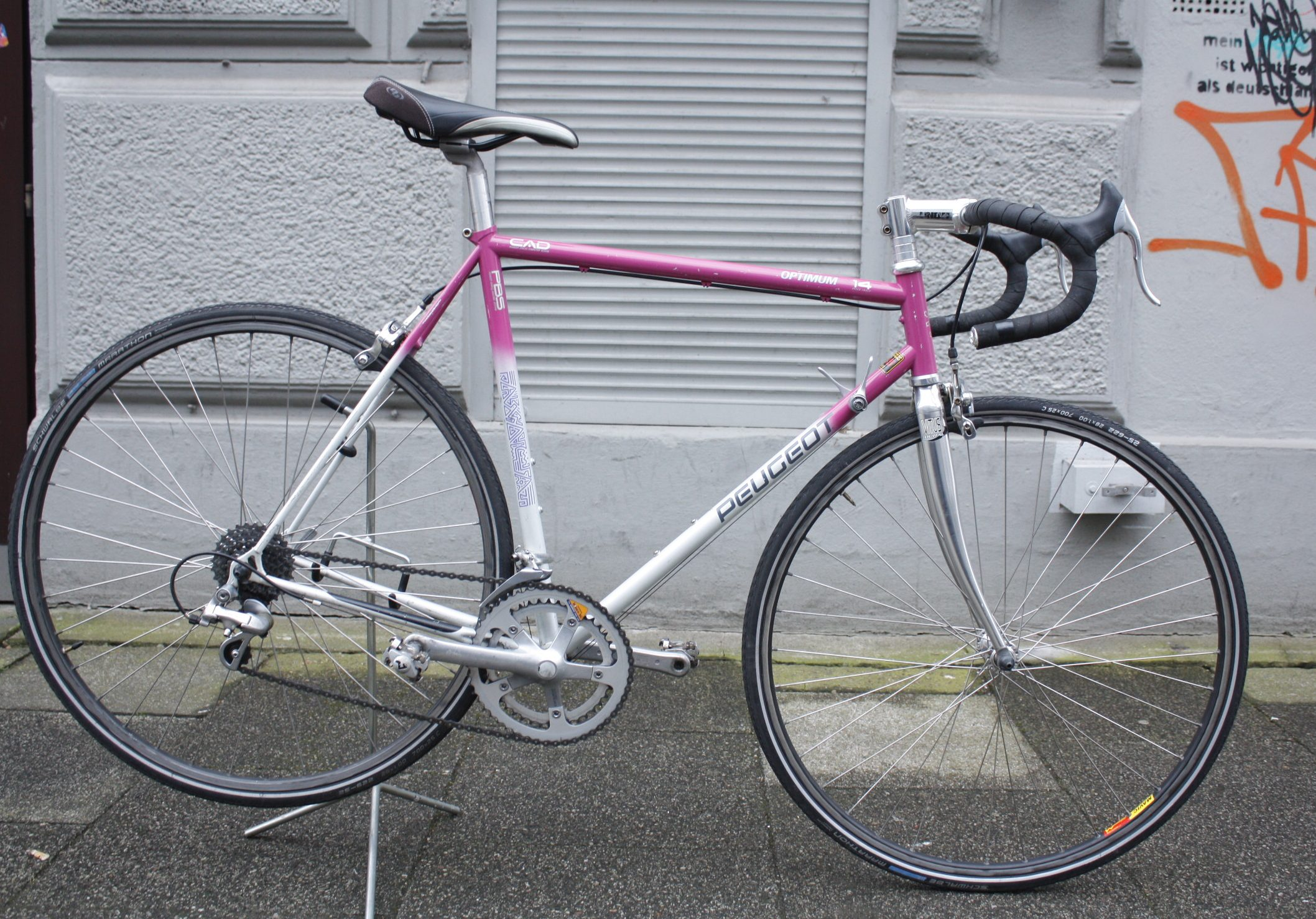
Ein Peugeot Rennrad aus den 1990ern mit einem TIG-geschweißtem Rahmen aus Reynolds 525 und einer Vitus-Alugabel

## Belege
1. ↑  Peugeot Cycles. Abgerufen am 4. März 2024.
2. ↑  Die Geschichte der Zweiräder von PEUGEOT. Abgerufen am 4. März 2024.
3. ↑  Peugeot. Abgerufen am 4. März 2024 (deutsch).
4. ↑  Marken-Präsentation III: Peugeot Cycles - Monsieur Vélo. 8. Juni 2020, abgerufen am 4. März 2024 (deutsch).
5. ↑  VeloBase.com - Catalog Scans. Abgerufen am 4. März 2024.
6. ↑  Cycles Rétro-Peugeot. Abgerufen am 4. März 2024.
7. ↑  Bike Boom Peugeot - Brochures. Abgerufen am 4. März 2024.
8. ↑  Peugeot Katalog 1981. Abgerufen am 4. März 2024.
9. ↑  Peugeot PY 10 CP (1977). 24. September 2020, abgerufen am 4. August 2025 (deutsch).
10. ↑  PEUGEOT. Abgerufen am 7. November 2017.
11. ↑  Iwo: Etwas befremdlicher Blick zurück: Peugeot Legend Vintage-Modelle. In: Stahlrahmen-Bikes. 5. Oktober 2012, abgerufen am 4. März 2024 (deutsch).